# TMEM40
TMEM40 (англ. Transmembrane protein 40) – білок, який кодується однойменним геном, розташованим у людей на 3-й хромосомі. Довжина поліпептидного ланцюга білка становить 233 амінокислот, а молекулярна маса — 25 495.
| 10         |  | 20         |  | 30         |  | 40         |  | 50         |
| ---------- |  | ---------- |  | ---------- |  | ---------- |  | ---------- |
| METSASSSQP |  | QDNSQVHRET |  | EDVDYGETDF |  | HKQDGKAGLF |  | SQEQYERNKS |
| SSSSSSSSSS |  | SSSSSSSSSS |  | ESNDEDQQPR |  | ATGKHRRSLG |  | AGYPHGNGSP |
| GPGHGEPDVL |  | KDELQLYGDA |  | PGEVVPSGES |  | GLRRRGSDPA |  | SGEVEASQLR |
| RLNIKKDDEF |  | FHFVLLCFAI |  | GALLVCYHYY |  | ADWFMSLGVG |  | LLTFASLETV |
| GIYFGLVYRI |  | HSVLQGFIPL |  | FQKFRLTGFR |  | KTD        |  |            |

A: Аланін

C: Цистеїн

D: Аспарагінова кислота

E: Глутамінова кислота

F: Фенілаланін

G: Гліцин

H: Гістидин

I: Ізолейцин

K: Лізин

L: Лейцин

M: Метіонін

N: Аспарагін

P: Пролін

Q: Глутамін

R: Аргінін

S: Серин

T: Треонін

V: Валін

W: Триптофан

Кодований геном білок за функцією належить до фосфопротеїнів. 
Задіяний у таких біологічних процесах, як ацетилювання, альтернативний сплайсинг. 
Локалізований у мембрані.